# 대전서부초등학교
대전서부초등학교는 대한민국 대전광역시 서구에 있는 공립 초등학교이다.

## 학교 연혁
- 1992. 04. 28 개교(27학급 편성)
- 1993. 03. 01 33학급 편성
- 1994. 02. 18 제 1회졸업 (302명)
- 1995. 03. 01 대전광역시서부교육청지정 과학교육시범학교 운영
- 1995. 09. 01 대전광역시교육청지정 학교운영위원회 시범학교
- 1996. 01. 01 대전서부초등학교로 개칭
- 1996. 03. 01 교육부지정 인성교육 자율시범학교('96-'97)
- 2001. 03. 15 대전광역시교육청지정 ICT 활용 자율시범학교 운영
- 2002. 10. 01 대전광역시교육청지정 NEIS 시범학교 운영('02~'03)
- 2005. 11. 11 시청각실 준공
- 2008. 06. 29 영어실, 미술실, 화장실 현대화(리모델링)
- 2008. 09. 24 대전광역시교육청 학교평가 우수학교
- 2010. 09. 01 대전광역시교육청지정 학교문화선도 시범학교(6개월)
- 2012. 03. 15 도솔관(체육관) 준공
- 2012. 03. 15 방송실 장비 교체 및 리모델링
- 2013. 03. 01 대전광역시교육청지정 문화시민예절교육 시범학교('13~'14)
- 2013. 11. 19 운동장 놀이기구 교체(그네, 미끄럼틀)
- 2013. 09. 12 스탠드 지붕 완공
- 2014. 02. 14 제21회 183명 졸업(총 5,805명)
- 2014. 03. 01 38학급 편성(특수학급 1학급)
- 2014. 10. 31 철봉, 기어오르기대 설치
- 2015. 02. 13 제22회 164명 졸업(총 5,969명)
- 2015. 03. 01 37학급 편성(특수학급 1학급)

## 참고 자료
- 대전서부초등학교 - 한국교육학술정보원 학교알리미